# Georges Benrekassa
Georges Benrekassa, profesor emérito de la Universidad Denis Diderot de París, es un especialista en el siglo XVIII francés, que ha analizado especialmente a Montesquieu, y problemas singulares de la Ilustración.

## Biografía
Tras haber estudiado Letras, e iniciada su enseñanza, Georges Benrekassa publicó un extenso ensayo de interpretación de las Luces francesas con Le concentrique et l'excentrique (1980). Era un original trabajo interpretativo sobre el siglo XVIII, pero no a partir de la centralidad del pensamiento de entonces, sino viendo por ejemplo las rarezas expositivas de algún texto menor de Denis Diderot (Suplemento al vieje de Bouganville) y su posible significado "excéntrico". De este modo enriqueció la lectura de la Ilustración a tavés de los márgenes de ciertos autores.
Con Fables de la personne, de 1985, el autor estableció relaciones entre literatura e historia, haciendo una especie de historia de la subjetividad. Más tarde, con Le langage des Lumières, de 1995, analizó una serie de conceptos tal y como se transparentan en la lengua específica y reveladora de ciertos ilustrados.
Pero, sobre todo, Benrekassa ha estudiado las relaciones entre la política y el naciente pensamiento histórico, con especial interés en el autor de El espíritu de las leyes, así con Montesquieu, la liberté et l'histoire (1987) o con Les manuscrits de Montesquieu (2005)
Benrekassa ha colaborado, por ello, en el importante Dictionnaire Montesquieu (9 vols, en 2008), con los siguientes apartados: "Diderot, Denis", "Encyclopédie", "Essai sur les causes qui peuvent affecter les esprits et les caractères", "L'Esprit des lois", "Lèse-majesté", "Liberté", "Modération", "Nature", "Peuple, nation".
Georges Benrekassa se ha jubilado en la Université Paris VII - Denis Diderot, donde trabajaba al final de su vida académica.

## Obra principal
- Le concentrique et l'excentrique. Marges des Lumières, París, Payot, 1980.
- La politique et sa mémoire. Le politique et l'historique dans la pensée des Lumières, París, Payot, 1983.
- Fables de la personne. Pour une histoire de la subjectivité, París, PUF, 1985 y 1992.
- Montesquieu, la liberté et l'histoire, París, UGE, 1987.
- Le langage des Lumières. Concepts et savoir de la langue, París, PUF, 1995.
- Les manuscrits de Montesquieu: secrétaires, écritures, datations, en Cahiers Montesquieu, n.º 8, Nápoles, Liguori Editore, y Oxford, Voltaire Foundation, 2005.
- Contribuciones al Dictionnaire Montesquieu.